# やじろべえ (和田アキ子の曲)
「やじろべえ」は、1994年8月25日に発売された和田アキ子の57枚目のシングル。

## 概要
- 作詞は、和田の楽曲では初となる秋元康、作曲は、和田が1987年にリリースした「抱擁」以来7年ぶりとなる都志見隆が、それぞれ担当した。

- 本楽曲はTBS系クイズ番組「クイズ悪魔のささやき」のエンディングテーマとして使用された。

## 収録曲
（全作詞：秋元康）
1. やじろべえ
作曲：都志見隆／編曲：椎名和夫
2. あなたがそばにいる
作曲：大田黒裕司／編曲：富田泰弘